# ريموند طوماس أوديرنو
الجنرال ريمون طوماس «راي» أوديرنو (بالإنجليزية: Raymond T. Odierno)‏ (8 سبتمبر 1954) هو جنرال متقاعد في جيش الولايات المتحدة الأمريكية شغل منصب رئيس الثامن والثلاثون لأركان الجيش الأمريكي.

## روابط خارجية
- مرات الظهور على سي-سبان
- ريموند طوماس أوديرنو على موقع IMDb (الإنجليزية)
- ريموند طوماس أوديرنو على موقع إن إن دي بي (الإنجليزية)
- أخبار مُجمّعة وتعليقات عن ريموند طوماس أوديرنو في موقع صحيفة نيويورك تايمز.